# 香椎出入口

福岡高速道路１号線香椎出入口。左奥が入り口、右端が出口。真ん中は国道３号線。香椎から天神方面を望んで撮影

香椎出入口（かしいでいりぐち）は福岡県福岡市東区にある福岡高速道路1号香椎線の出入口。

## 接続する道路
- 国道3号

## 周辺
- 国道3号
- 国道495号
- 九州産業大学
- 福岡女子大学
- 香椎

## 注意点
- 香椎東出入口方面（北行き）へは行けない。
- 料金は名島料金所で支払うため、入口に料金収受施設はない。

## 隣
福岡高速1号香椎線
(101)香椎東出入口 - (102)香椎出入口  - 香椎浜JCT - (103)香椎浜出入口